# José Gonçalves de Minas
José Gonçalves de Minas este un oraș în Minas Gerais (MG), Brazilia.